# Bruno Servadei
Bruno Servadei (Forlì, 10 febbraio 1941) è un aviatore, generale ed ex bobbista italiano.

## Biografia
Cresciuto a Como, dove consegue la maturità scientifica, nel 1959 venne ammesso all'Accademia Aeronautica di Pozzuoli. Nell'agosto 1963 venne assegnato al 156º Gruppo cacciabombardieri del 6º Stormo di Ghedi. Nel giugno 1966 fu trasferito al 36º Stormo di Gioia del Colle, assumendone il comando nel 1973.
Dal 1975 operò presso lo Stato Maggiore dell'Aeronautica, mentre nel 1980 venne trasferito a Stoccolma quale addetto per la Difesa presso le Ambasciate italiane in Svezia e in Norvegia. Rientrato in Italia, dal 1983 al 1986 fu Comandante del Centro Internazionale di addestramento al tiro e combattimento aereo (ATWI) di Decimomannu.
Fu poi assegnato al Quirinale dal 1986 al 1989 quale consigliere aggiunto del Presidente della Repubblica Francesco Cossiga, concludendo infine il servizio presso il Segretariato Generale della Difesa in qualità di Capo Ufficio Cooperazione Internazionale nel settore dell'Industria della Difesa.
Congedato con il grado di generale di brigata nel 1995, ha continuato l'attività di volo con velivoli ultraleggeri, facendo anche parte della pattuglia acrobatica Blu Circe.

## Carriera sportiva
Entrato a far parte della squadra di bob del Centro Bob Forze Armate, disputò la sua prima gara ai Campionati italiani di bob 1968 a Cervinia, stabilendo nella prima manche il record della pista di bob del Lago Blu con il tempo di 1'14"21 e vincendo infine la medaglia d'argento.
Fece parte della Nazionale di bob dell'Italia dal 1968 al 1971.
Ai Campionati europei di bob 1969 a Cervinia vinse la medaglia di bronzo in coppia con Andrea Clemente. Ottenne un'altra medaglia di bronzo ai Campionati italiani di bob 1971 a Cervinia.
Convocato per partecipare al raduno della selezione da inviare alle Olimpiadi di Sapporo 1972, dovette rinunciarvi per esigenze di servizio; decise poi di abbandonare l'attività bobbistica.

## Opere
- Vita da cacciabombardiere, SBC edizioni, 2008, ISBN 9788895162775.
- Ali di travertino, SBC edizioni, 2012, ISBN 9788863472547.
- In Svezia con le cordelline, SBC edizioni, 2014, ISBN 9788863473803.
- Un pilota a palazzo, CreateSpace, 2016, ISBN 9781540636584.
- Ali in valigia, Amazon, 2018, ISBN 9781790413324.
- Deci 83-86. I ricordi di Tiro Zero, Amazon, 2019, ISBN 9781794546134.
- In volo dal 1959. 65 anni di volo in 65 racconti, LoGisma, 2024, ISBN 9788894926767.